# Антон Малатинський
Антон Малатинський (15 січня 1920 — 1 грудня 1992) — словацький футболіст і тренер. Грав на позиції півзахисника, і відомий як тренер-стратег.
Усього зіграв у 219 матчах ліги і забив 79 голів, більшість з яких — для «Спартака Трнава». На честь Антона Малатинського названо стадіон на батьківщині. Малатинський представляв Чехословаччину в 10 міжнародних матчах і був включений до складу чемпіонату світу 1954 року, але був у запасі. Він став лише другим гравцем «Спартака» в історії, який був відібраний для збірної Словаччини після Франтісека Болсека в 1939 році, а також другий обраний для Чехословаччини після Юзефа Марко місяцем раніше в 1948 році
Малатинський відоміший як тренер, ніж гравець. Будучи ще гравцем високого рівня, він почав тренувати молодіжну команду. У 1948 році привів молодіжну команду «Спартака» до національного чемпіонату.
Травми коліна в 1956 році закінчили його кар'єру, після чого він присвятив себе виключно тренерству. Малатинський тричі керував «Спартаком Трнавою», загалом 14 років за два десятиліття. Пізніше він також тренував свого суперника, «Слован Братиславу», та декілька клубів в Австрії та Нідерландах.